# Стапар
Стапар (серб. Стапар) — село в Сербії, належить до общини Сомбор Західно-Бацького округу в багатоетнічному, автономному краю Воєводина.

## Населення
Населення села становить 3882 осіб (2002, перепис), з них:
- серби — 3494 — 93,92%;
- хорвати — 50 — 1,34%;
- югослави — 29 — 0,77%;
- роми — 27 — 0,72%;

Решту жителів  — з десяток різних етносів, зокрема: македонці, румуни, бунєвці, німці і навіть кілька русинів-українців.